# Tenanikán
Tenanikán är en ort i Mexiko.   Den ligger i kommunen Cuetzalan del Progreso och delstaten Puebla, i den sydöstra delen av landet, 180 km öster om huvudstaden Mexico City. Tenanikán ligger 789 meter över havet och antalet invånare är 319.
Terrängen runt Tenanikán är bergig. Runt Tenanikán är det ganska tätbefolkat, med 179 invånare per kvadratkilometer. Närmaste större samhälle är Ciudad de Tlatlauquitepec, 19,6 km söder om Tenanikán. I omgivningarna runt Tenanikán växer i huvudsak städsegrön lövskog.